# Accidente del Lockheed C-130 de la FACh de 2019
El accidente del Lockheed C-130 de la FACh (Fuerza Aérea de Chile) de 2019 se produjo el 9 de diciembre de 2019. A las 18:13 hora local (UTC -3), la Fuerza Aérea de Chile perdió contacto radial con el avión Lockheed C-130, matrícula 990, en las aguas del Mar de Drake, mientras llevaba a cabo un vuelo logístico entre la Base Aérea Chabunco en Punta Arenas (Chile) y la Base Presidente Eduardo Frei Montalva en la Antártica. El Gobierno chileno declaró siniestrado el avión militar hasta el 11 de diciembre, cuando se confirmó la recuperación de los primeros restos de la aeronave.

## Avión

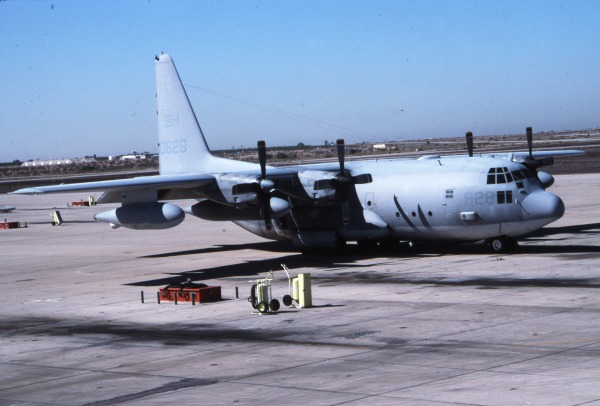
El C-130 Hércules accidentado, cuando era operado por el USMC, en 1996.

El avión fue construido en 1978 y utilizado por el Cuerpo de Marines de los Estados Unidos como un buque tanque KC-130R para operaciones de reabastecimiento de combustible aéreo, con número de cola 77-0324 y número de serie 382-4776. Funcionó en Cherry Point, Carolina del Norte (VMGR-252) y en Iwakuni, Japón (VMGR-152).
El avión fue almacenado en AMARG desde 2009 hasta 2014. Después de ser comprado por la Fuerza Aérea de Chile por 7 millones de dólares, fue restaurado en la Base de la Fuerza Aérea Hill, Utah según los estándares C-130H y entregado en 2015 bajo el nuevo número de cola 990.
El día 22 de abril de 2016, tuvo problemas con su tren de aterrizaje por lo cual se tuvo que devolver a la base Chabunco desde su trayectoria a la Antártica, en aquella oportunidad iba con 45 pasajeros y un lactante por lo cual se activó el sistema de emergencia de ONEMI Magallanes y muchas compañías de bomberos de la ciudad de Punta Arenas se trasladaron hasta el aeropuerto Carlos Ibáñez, donde no hubo lesionados

## Desaparición

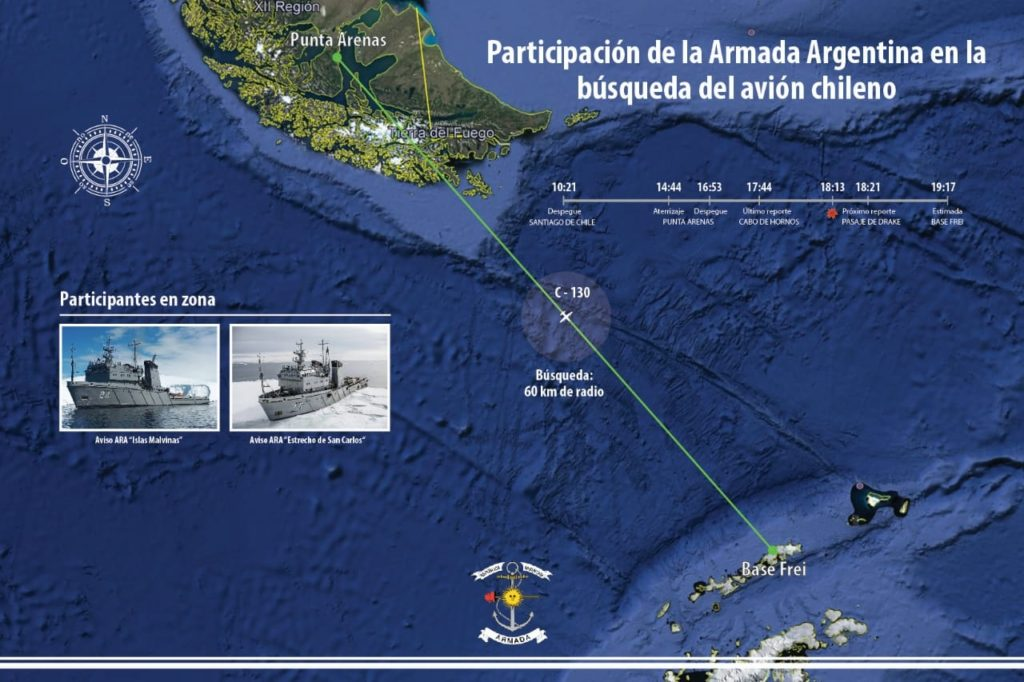
Mapa donde se indica el origen, destino y lugar de pérdida de contacto con la aeronave; también se indica la participación de la Armada Argentina.

A las 16:55 horas del 9 de diciembre de 2019, un Lockheed C-130, perteneciente al Grupo de Aviación n°10 de la FACh, despegó desde la Base Aérea Chabunco rumbo a la Base Presidente Eduardo Frei Montalva, ubicada en la Antártica. La aeronave se encontraba desarrollando tareas de apoyo logístico, para lo que trasladaba personal con el fin de revisar el oleoducto flotante de abastecimiento de combustible de la Base Eduardo Frei Montalva, además de aplicar un tratamiento anticorrosivo a las instalaciones nacionales en la zona.

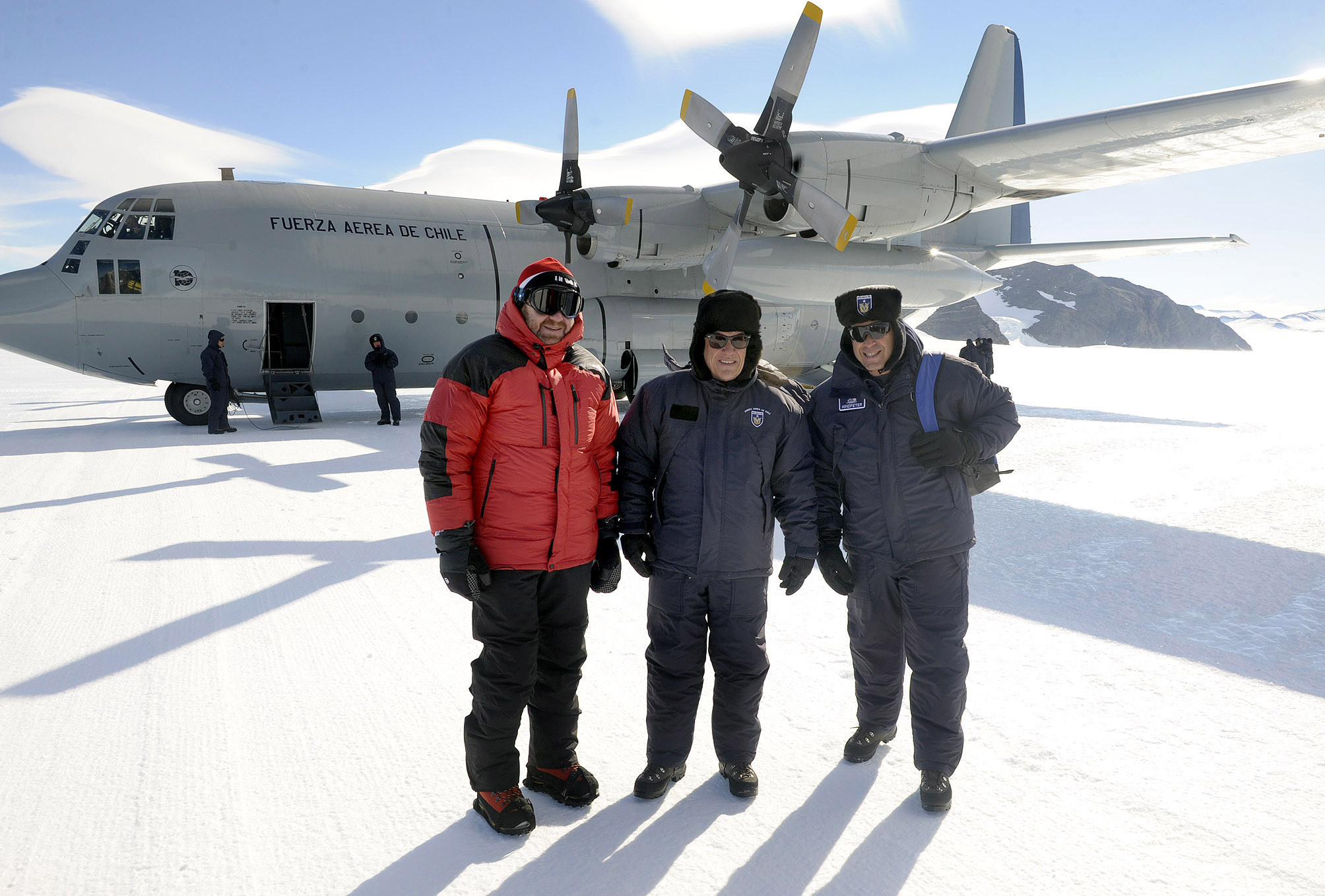
Imagen del presidente chileno Sebastián Piñera en la Antártica Chilena y detrás un avión C-130H Hercules, enero de 2013.

Habiendo transcurrido una hora y 18 minutos de vuelo hacia el sur, a las 18:13 se perdió todo contacto radial entre la aeronave y la FACh. Una hora después del último contacto, se activó el estado de alerta y se desplegó un equipo multidisciplinario de búsqueda y salvamento desde la Región de Magallanes y la Región Metropolitana. Luego de un intento fallido de reconocimiento visual por parte de un avión de Havilland Canada DHC-6 Twin Otter, dos cazas Northrop F-5 y una aeronave Bae se sumaron a las labores de búsqueda. Por parte de la Armada de Chile, el buque multipropósito Sargento Aldea (LSDH-91) asumió las labores de coordinador de la búsqueda en el área de operaciones.
Según la Fuerza Aérea de Chile, la aeronave desaparecida tenía combustible suficiente para volar hasta las 00:40 horas del día siguiente, aunque no se produjo el aterrizaje en su destino. Luego de esa hora, la aeronave fue declarada «siniestrada», manteniéndose las tareas de búsqueda durante la madrugada del 10 de diciembre.
El 11 de diciembre, el buque pesquero de bandera chilena Antartic Endevour halló restos de esponja flotando a 30 kilómetros al sur de la última posición registrada de la aeronave. A su vez, el navío polar Almirante Maximiano (H41), mediante la cuenta de Twitter del presidente de Brasil Jair Bolsonaro, comunicó que halló «objetos personales y escombros compatibles» con la aeronave siniestrada, a la espera de un peritaje para confirmar su pertenencia a la aeronave. Ese mismo día, se informó a los familiares, y posteriormente a la prensa, que fueron hallados restos humanos en la zona de búsqueda; una vez recuperados dichos restos, se procederá a la identificación en Servicio Médico Legal de Punta Arenas.
El sitio del accidente fue localizado el 12 de diciembre a 27 kilómetros de la última posición reportada por la aeronave. El fuselaje, componentes principales de la aeronave y restos humanos fueron identificados. El comandante en jefe de la Fuerza Aérea de Chile Arturo Merino Núñez confirmó que no hubo supervivientes.

## Lista de tripulantes
Entre las personas a bordo del C-130, se encuentran 17 tripulantes y 21 pasajeros, 37 hombres y una mujer.
Lista de pasajeros oficial entregada por la FACh:
| - Fuerza Aérea de Chile: - Comandante de Grupo (AD) Eduardo Navarrete Pizarro - Comandante de Escuadrilla (A) Ítalo Medina Quiñones - Comandante de Escuadrilla (A) Héctor Castro Concha - Teniente (A) Enrique Ruiz Moreno - Suboficial Mayor Víctor Rodríguez Venegas - Suboficial Mayor Manuel Figueroa Provoste - Suboficial Santiago Velásquez Macías - Suboficial Miguel Balladares Saavedra - Suboficial Germán Reyes Moto - Suboficial Mauricio Herrera Alarcón - Sargento 1.º Francisco Aguirre Raimondi - Sargento 1.º Nolberto Romo Carrasco - Sargento 1.º Ramón Alarcón Guerrero - Sargento 2.º Cristian Venegas Godoy - Sargento 2.º José Sainz Lucero - Sargento 2.º Alexis Baeza Torres - Sargento 2.º Guillermo Figueroa Delgado - Sargento 2.º Luis Mancilla Díaz - Sargento 2.º Cristian Osorio Basualto - Cabo 1.º Luis Montoya Soto - Cabo 1.º Gonzalo Burgos Gajardo - Cabo 1.º Esteban Catalán Pavéz - Cabo 1.º Sergio Romero Oteiza - Cabo 1.º Cristopher Pacheco Carrasco - Cabo 1.º Mauricio Pérez Osses - Cabo 1.º Leandro Torti Lillo - Cabo 2.º Gabriel García Loyola - Cabo 2.º Felipe Herrera Pino - Cabo 2.º Matías Zárate García - Cabo Luis Iturriaga Poblete - Personal a Contrata Jeremías Mancilla Díaz - Personal a Contrata Claudia Manzo Morales | - Ejército de Chile - General de Brigada Daniel Ortiz Vidal - Coronel Christian Astorquiza Oddo - Teniente Coronel Oscar Saavedra Arévalo - Empresa Inproser: - Leonel Cabrera Campos - Jacob Pizarro Gatica - Universidad de Magallanes: - Ignacio Parada Gálvez |

## Reacciones
- La Armada y Fuerza Aérea Argentina participaron en la misión de búsqueda y rescate, mediante la movilización de los avisos ARA Islas Malvinas, ARA Estrecho de San Carlos y un Grumman S-2 Tracker por parte de la Armada, y de un C-130, un de Havilland Canada DHC-6 Twin Otter y un Bell 412 por parte de la Fuerza Aérea.[16][17] A su vez, el Comando Conjunto Antártico puso a disposición el rompehielos ARA Almirante Irízar y el aviso ARA Bahía Agradable.[9] La CONAE brindó imágenes tomadas por el satélite SAOCOM 1A.[18]
- La Marina y Fuerza Aérea Brasileña fueron puestos a disposición por el presidente Bolsonaro tan pronto como el gobierno chileno lo solicitó. Fueron activados para operaciones de búsqueda y rescate la nave polar Almirante Maximiano (H41) de la Marina (con 2 helicópteros a bordo), más dos aviones de la Fuerza Aérea, un CASA C-295 Persuader y un P-3 Orion.[19]
- El Comando Sur de Estados Unidos desplegó un Boeing P-8 Poseidon para ayudar en la búsqueda, también proveyó imágenes satelitales del área rastreada.[20][21]
- El Ministerio de Relaciones Exteriores de Perú, a través de la Comisión Nacional de Investigación y Desarrollo Aeroespacial (CONIDA), contribuyó a la búsqueda de la aeronave con imágenes satelitales recogidas por el PeruSat-1.[22]
- La Fuerza Aérea Uruguaya participó en la misión de búsqueda y rescate, a través de otro avión Hércules C-130 (matrícula 592 de dicha fuerza aérea).[23]

## Países participantes de la búsqueda
Ocho países colaboraron con Chile en la búsqueda del Lockheed C-130 Hércules: Argentina, Brasil, Uruguay, Perú, Reino Unido, Estados Unidos, Israel y España.